# بین (کمیک)
بِین (به انگلیسی: Bane)، یک شخصیت خیالی ابرشرور در کتاب‌های کامیک آمریکایی منتشر شده توسط دی‌سی کامیکس است که عموماً به عنوان دشمن شخصیت ابرقهرمان بتمن محسوب می‌شود. این شخصیت توسط چاک دیکستون، داگ موئنچ و گراهام نولان خلق شده‌است؛ که برای نخستین بار در شمارهٔ ۱ از مجموعه کمیک «بتمن: انتقام بین» (ژانویه ۱۹۹۳) حضور پیدا کرد.
بین به سبب جنایات پدرش که محکوم به حبس ابد بود، در زندان زیرزمینی «پنا دورو» زاده و بزرگ شد. او که برای داشتن قدرت حیوانی و هوش استثنایی شناخته شده‌است، تنها شخصیت بدذاتی است که به او عنوان «در هم شکنندهٔ خفاش» نسبت داده‌اند. نقش شخصیت بین را رابرت سوئنسن در فیلم بتمن و رابین (۱۹۹۷) و تام هاردی در فیلم شوالیه تاریکی برمی‌خیزد (۲۰۱۲) ایفا کرده‌اند. شین وست نیز در آخرین فصل از مجموعه تلویزیونی گاتهام نقش بین را بازی کرده‌است.

## تاریخچهٔ خلق
چاک دیکستون، داگ موئنچ و گراهام نولان این شخصیت را برای سری داستان‌های بتمن: سقوط شوالیه (ژانویه ۱۹۹۳) خلق کرد.

### مشخصات ظاهری

بین، هنر مفهوم اثر گراهام نولان

بین دارای هیکل بزرگ و نیروی وی از یک انسان عادی خیلی بیشتر است. بین از ضریب هوشی و حافظه بالایی برخوردار است و تخصص زیادی در فنون جنگی و ایجاد استراتژی‌های جنگی می‌باشد.
در فیلم شوالیه تاریکی برمی‌خیزد، بتمن در چندین بار مبارزه قادر به شکست دادن بین نیست و در پایان متوجه می‌شود تنها نقطه ضعف بین ماسک وی است که با ضربه به ماسک بین از قدرتش کاسته می‌شود.

### زندگی‌نامه ساختگی شخصیت
بین در سانتا پریسکا در کارائیب به دنیا آمد. پدر بین، ادموند دورنس (که در داستان‌های بتمن به کینگ اسنیک معروف است) بود..
بین در زمان نوجوانی به دلیل ضریب هوشی بالایش چهار زبان انگلیسی، اسپانیایی، پرتغالی و لاتین را آموخت و در سری قسمت‌های بتمن: انتقام بین قادر به حرف زدن به هر چهار زبان بود. او به ده زبان زنده دنیا، به علاوه حداقل چهار زبان محرمانه و مرده مسلط است. در همین سری‌ها بین مبارزه‌ای سخت را با شخصی از پنادورا داشت که نزدیک به مرگ بود اما از مرگ نجات پیدا کرد.

## توانایی‌ها و قدرت‌ها
بِین در دنیای دی‌سی دارای یکی از حیله‌گرترین و در عین حال منظم‌ترین ذهن‌ها است. او از ضریب هوشی بالایی برخوردار است و آموزش‌هایی در چندین زمینه مختلف علمی، زبان، راهبرد، تاریخ و غیره دیده‌است و از تمامی مزایای دوره‌های آموزشی کلاسیک برخوردار است. به گفته رأس‌الغول: «بین دارای ذهنی یکسان با بزرگ‌ترین شخصی است که او تا به حال شناخته‌است». به‌طور مثال او توانایی چندزبانگی دارد و مسلط به زبان‌های بسیاری شامل: اسپانیایی، انگلیسی، فرانسوی، اردو، فارسی، دری، روسی، آلمانی، ماندارین و لاتین است. بین همچنین دارای دانش زیادی در زمینه‌های سلاح‌های سنگین و مواد منفجره است. بر خلاف دیگر شخصیت‌های نابغه در دنیای دی‌سی همانند ریدلر و لکس لوتر، بین بدون هرگونه داوری و دیگر گرایش‌های احساسی به شدت بر روی اهداف خود متمرکز است. او با طرز فکر هماهنگ خود، حتی قادر به کشف هویت مخفی شخصیت بتمن با کمترین تحقیق و پشتیبانی بود.
نیمی از بزرگ‌ترین دستاوردهای خودآموزی بین، ارادهٔ قوی او برای نگاه داشتن شرایط فیزیکی و جسمانی در بهترین شرایط ممکن است. در طول دوران زندان، بین روش‌های جدیدی از ورزش‌های بدون وسیله، مدیتیشن و سبک‌های مختلف هنرهای رزمی را طراحی و مورد مطالعه قرار داد که از آن‌ها در برابر دیگر رزمی‌کاران نامدار جهان دی‌سی استفاده کرد و اغلب در این زمینه به موفقیت‌های بزرگی دست یافت. از پیروزی‌های قابل توجه او می‌توان مقابل بتمن (بروس وین) و استاد جودو اشاره کرد. در طول سال‌ها، بین ذهن و بدن خود را به نقطه‌ای رساند که دیگر بدنش به سبب کم خوابی یا فعالیت‌های فیزیکی دچار خستگی و درماندگی نمی‌شد.
بِین همچنین در طی دوران حبس خود، از داروی خاصی بر روی بدنش استفاده نمود که باعث اتصال هر دو نیم‌کره مغزش به یکدیگر شد. در حال حاضر مشخص نیست که این دارو هنوز اثری فعال بر روی او دارد یا خیر، اما به نظر می‌رسد که تأثیرات استفاده از ترکیب زهر هنوز در او وجود دارد. بین از طریق سال‌ها آموزش فیزیکی فشرده به نقطه‌ای از آمادگی جسمانی رسید که حتی بدون نیاز به استفاده از زهرابه به توانایی قدرت، استقامت، چابکی، هماهنگی و مهارت‌های مبارزه‌ای دست پیدا کرد که تا حدودی قابل مقایسه با ابرانسان‌ها است.

## در رسانه‌ها

### حضور لایو اکشن
- او در فیلم بتمن و رابین ساخته جوئل شوماخر حضور داشت که ایفاگر نقش بین، بر عهده رابرت اسنوسون بود.
- بین در فیلم شوالیه تاریکی برمی‌خیزد (۲۰۱۲) به کارگردانی کریستوفر نولان حضور داشت که نقش وی را تام هاردی ایفا کرد. در این فیلم بین با تالیا الغول (ماریون کوتیار)، دختر رأس‌الغول همکاری می‌کند تا گاتهام سیتی را به‌طور کامل نابود کنند. بین در ابتدا بتمن را شکست می‌دهد و وی را به داخل سیاهچالی عمیق که هیچ‌کس نتوانسته از آن بیرون بیاید می‌اندازد. بین پس از اینکار شهر را در دست می‌گیرد. بتمن موفق می‌شود از سیاهچال بیرون بیاید و به گاتهام برمی‌گردد و موفق به شکست بین می‌شود.
- بین در فصل پنجم از مجموعه تلویزیونی گاتهام به کارگردانی برانو هلر حضور داشت و نقش وی را شین وست بازی کرد.